# Ferenc Szentirmai

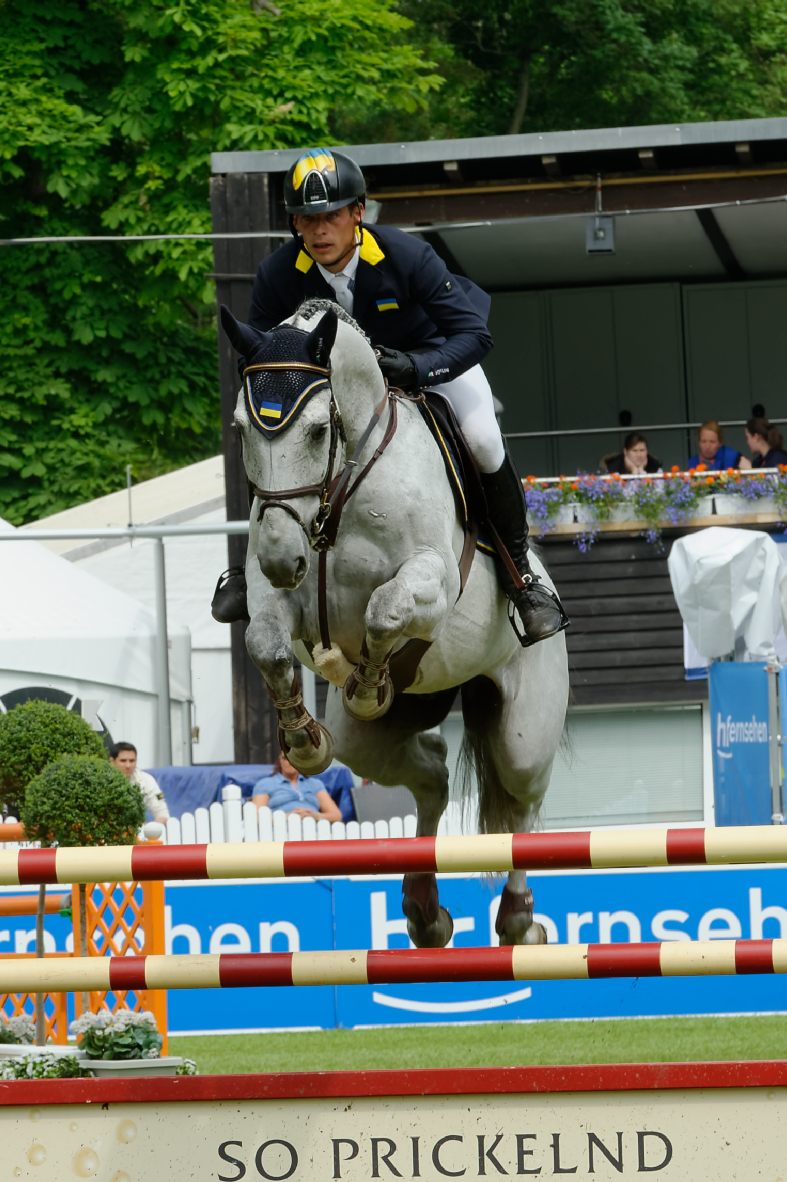
Ferenc Szentirmai auf Stalando in Wiesbaden 2015

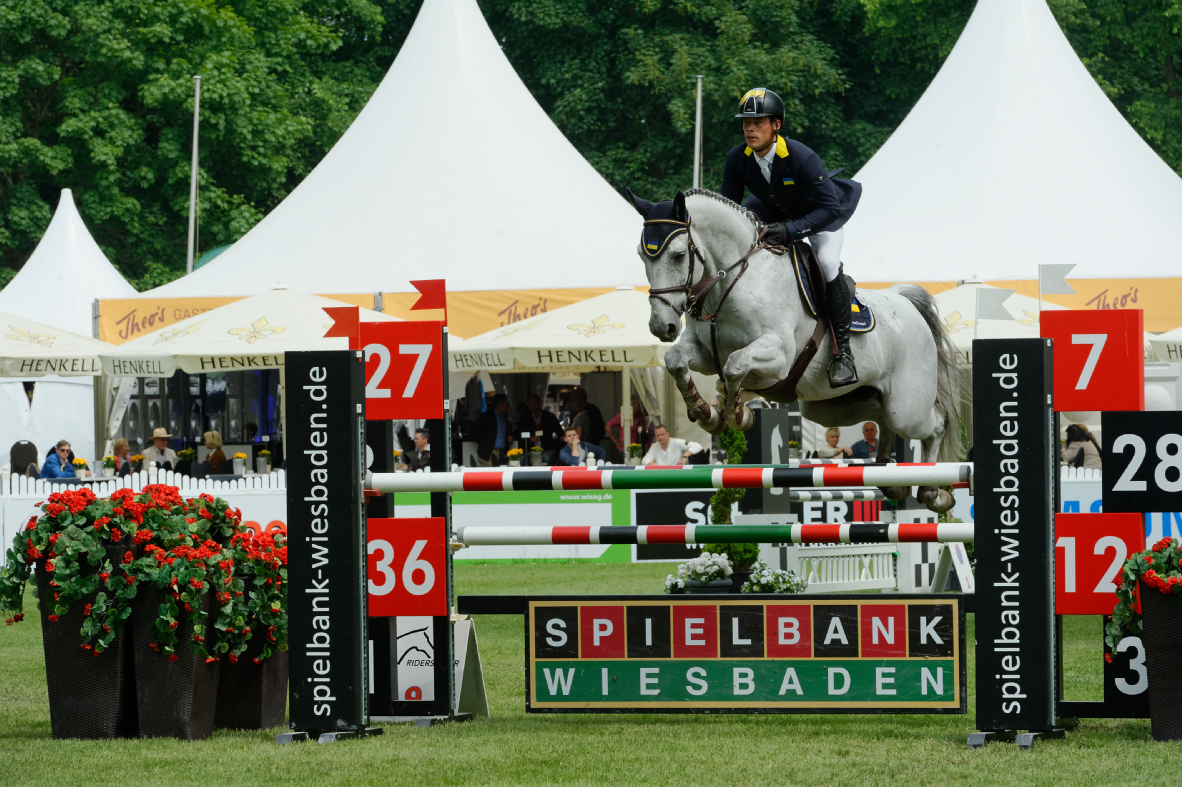
Ferenc Szentirmai auf Stalando in Wiesbaden 2015

Ferenc Szentirmai (* 29. November 1983 in Komárom, Komárom-Esztergom) ist ein ungarischer Springreiter, der für die Ukraine reitet.
Im Mai 2015 befand er sich auf Platz 114 der Weltrangliste.
Szentirmai, der fünfjährig zu reiten begann, startet seit Januar 2011 für die Ukraine. Er lebt im niedersächsischen Mühlen und trainiert bei Paul Schockemöhle.

## Pferde (Auszug)
- Crocant 3 (* 2003), Holsteiner, Fuchswallach, Vater: Chalan, Muttervater: Corrado I, zuvor von Thomas Kleis und Denis Lynch geritten.
- Quickdiamond (* 2002), Fuchswallach, Vater: Quick Lauro Z, Muttervater: Catango, zuvor von Björn Nagel und Angelica Augustsson geritten.
- Corenso (* 2003), Holsteiner, brauner Wallach, Vater: Contendro I, Muttervater: Candillo
- Stalando 2 (* 2008), OS

## Erfolge
- Weltreiterspiele – für die Ukraine:
  - 2014, Caen: mit Chadino 9. Platz mit der Mannschaft und 93. Platz im Einzel
- Europameisterschaften – für Ungarn:
  - 2004, Vilamoura (Junge Reiter): mit Gralsritter 4 13. Platz mit der Mannschaft und 62. Platz im Einzel